# مائوریتزیو ولا
مائوریتزیو ولا (انگلیسی: Maurizio Vella؛ زادهٔ ۱۰ مهٔ ۱۹۹۱) بازیکن فوتبال است.